# Кран ан Шампањ
Кран ан Шампањ (фр. Crannes-en-Champagne) је насељено место у Француској у региону Лоара, у департману Сарт.
По подацима из 2011. године у општини је живело 349 становника, а густина насељености је износила 29,16 становника/km².

## Демографија
| 1962. | 1968. | 1975. | 1982. | 1990. | 2011. |
| ----- | ----- | ----- | ----- | ----- | ----- |
| 385   | 372   | 321   | 251   | 234   | 349   |